# Giruliai (stacja kolejowa)
Giruliai (ros. Гируляй) – stacja kolejowa w miejscowości Kłajpeda, w okręgu kłajpedzkim, na Litwie. Położona jest na linii Kretynga – Kłajpeda – Pojegi.
Stacja istniała przed II wojną światową.